# Robert Vallée (abbé du Bec)
Pour les articles homonymes, voir Robert Vallée (homonymie) et Vallée (homonymie).
Robert III Vallée, († 4 mai 1430) est le 27e abbé du Bec.

## Biographie
Docteur en décret et prieur de Bonne-Nouvelle, il succède à son oncle Guillaume d’Auvillars à la tête du Bec.
Peu de temps après son accession, l'abbaye est assiégée par le duc de Clarence Thomas de Lancastre. Ils se rendent après un mois de résistance. L'abbaye est pillée. Réfugié dans les domaines du roi de France, il revient en 1419 après la soumission de la Normandie au roi d'Angleterre Henri V. C'est après lui avoir rendu foi et hommage qu'il se voit restitué les biens de l'abbaye saisis pendant la vacance du siège.
Il entreprend l'année suivante la construction de l'hôtel du Bec à Rouen, en remplacement de l'ancien hôtel des Fontaines, pour servir de refuge pendant la guerre.
Il meurt le 4 mai 1430 à l'hôtel du Bec à Rouen et est inhumé à côté de son oncle dans l'abbatiale. Sa dalle funéraire, extraite à la Révolution, est offerte et conservée à l'église Sainte-Croix de Bernay.